# Локалитет „Црквине” у Каменици
Локалитет „Црквине” је археолошки локалитет у Каменици на територији града Крагујевца.
Истраживања на локалитету извршили су археолози Завода за заштиту споменика културе из Крагујевца у периоду од 2012. до 2014. године. Инвеститор пројекта је фирма Флорес из Крагујевца.
По налазима и архитектонским карактеристикама, откривена је грађевина датована у прву половину 15. века. Црква је триконхосне основе, спољних димензија 10,60m × 10,60m. Око цркве је откривена некропола формирана након изградње цркве.
Црква је освећења од стране Епископа шумадијског Јована, када је организована изложба фотографија под називом „Археолошка истраживања локалитета „Црквине” у Каменици‟ у организацији  Завода за заштиту споменика Крагујевац.